# Rébénacq
Rébénacq – miejscowość i gmina we Francji, w regionie Nowa Akwitania, w departamencie Pireneje Atlantyckie.
Według danych na rok 1990 gminę zamieszkiwały 672 osoby, a gęstość zaludnienia wynosiła 64 osób/km² (wśród 2290 gmin Akwitanii Rébénacq plasuje się na 594. miejscu pod względem liczby ludności, natomiast pod względem powierzchni na miejscu 1030.).